# Artoxares
Artoxares (en persa antic * Artaxšara) va se un eunuc paflagoni de la cort d'Artaxerxes I de Pèrsia, que va ser nomenat sàtrapa d'Armènia.
Segons diu Ctèsies de Cnidos va donar suport a Darios II de Pèrsia per pujar al tron, contra el que després va conspirar el 419 aC. El complot va ser descobert i Artoxares va ser executat immediatament. Una persona amb una variant del mateix nom (Artahšar), que podria ser la mateixa, apareix als arxius de Nippur com un important oficial reial, amo de moltes terres i esclaus.